# 1136 w literaturze
Wydarzenia literackie w 1136 roku.

## Nowe książki
- Geoffrey of Monmouth – Historia regum Britanniae (data niepewna)